# 伊藤のぞみ
伊藤 のぞみ（いとう のぞみ、1987年8月24日 - ）は、北海道函館市出身の女子競輪選手。日本競輪選手会北海道支部所属、ホームバンクは函館競輪場。日本競輪学校（当時。以下、競輪学校）第116期生。師匠は藪下昌也（52期）。

## 経歴
高校卒業後、看護師として働いていた。28歳のときにガールズケイリンを見て魅力を感じ、函館競輪場でガールズケイリン選手を育成するホワイトガールズプロジェクトに参加、競輪選手を目指すことになったという。
2018年1月12日、競輪学校第116回技能試験に合格。在校競走成績は18位（5勝）。
2019年7月10日、豊橋競輪場でデビューし5着。初勝利は同年12月22日の豊橋競輪場で挙げた。
2021年に入り、健康診断で心電図に異常が見つかったため、病気療養により8月以降はあっせん保留となり出走は控え治療に専念した。
2022年1月に入りあっせん保留解除となったことで、1月19日からの前橋FIから復帰予定であったが、開催当日に関係者のコロナウイルス陽性が判明したため自身の復帰戦であった6レース以降が中止、そのまま開催打ち切りとなり、しかも欠場してから6か月以上が経過したため走行能力検査を受検しなければならなくなり復帰が延びた。走行能力検査に合格し2月26日からの静岡FIIでようやくレース復帰したが、当開催も関係者のコロナウイルス陽性が判明したため最終日が中止・打ち切りとなった。